# World Rally Championship (игра, 2005)
WRC: FIA World Rally Championship — гоночная компьютерная игра, разработанная Traveller’s Tales для PlayStation Portable. В игре представлен Чемпионат мира по ралли 2005, по которому также была выпущена игра WRC: Rally Evolved.

## Критика
| Сводный рейтинг | Сводный рейтинг |
| Агрегатор       | Оценка          |
| --------------- | --------------- |
| GameRankings    | 68,98 %         |

WRC: FIA World Rally Championship получила посредственные отзывы критиков; средний балл игры на агрегаторе рецензий Metacritic составляет 67 из 100. Японский журнал Famitsu оценил игры в четыре семёрки, в общей сложности 28 баллов из 40.